# 帕瑟瓦尔克
帕瑟瓦尔克（德語：Pasewalk，發音：[ˈpaːzəvalk] ⓘ）是德国梅克伦堡-前波美拉尼亚州前波美拉尼亚-格赖夫斯瓦尔德县的城市，曾是于克-兰多县的县治，面积55.21平方千米，2023年12月31日人口为9,785人。